# Душко Лопандић
Душко Лопандић (7. јануар 1957) српски је дипломата, политичар, професор и публициста. Стручњак је за европско право и регионалне односе. Тренутно је потпредседник покрета Србија центар (СРЦЕ)

## Младост и образовање
Рођен је 7. јануара 1957. године. Дипломирао је на Правном факултету Универзитета у Београду. Магистрирао је и докторирао на Универзитету Париз I (Сорбона) из области европског права.

## Дипломатска каријера
Запослио се у Министарству иностраних послова СФР Југославије 1986. године. Од 1988. до 1994. године радио је у југословенској мисији у Бриселу. Након свргавања Слободана Милошевића, Лопандић је био директор Директората за Европску унију Министарства спољних послова СР Југославије од 2001. до 2004. Од 2004. до 2007. године био је помоћник министра за мултилатералу у Министарству за економске односе са иностранством и истовремено национални координатор за Пакт стабилности у земљама Југоисточне Европе за преговоре са Светском трговинском организацијом и члан Савета Владе Републике Србије за европске интеграције. Од 2007. до 2011. године био је амбасадор Србије у Португалу и Зеленортским острвима, а од 2011. до 2013. године био је помоћник министра спољних послова за Европску унију и регионалну сарадњу. Био је шеф мисије Републике Србије при Европској унији од 2013. до 2016. године када га је разрешио министар спољних послова Ивица Дачић због неадекватне реакције на организовање хрватске изложбе о контроверзном кардиналу Алојзију Степинцу у Европском парламенту. Председник Томислав Николић изјавио је да је Лопандић погрешио јер није обавестио Министарство спољних послова о изложби. До пензионисања 2022. године био је начелник Одељења за анализе и спољнополитичко планирање у Министарству спољних послова.

## Академски рад
Објавио је двадесетак публикација и преко сто научних чланака на теме Европске уније и међународних односа. Годинама пише и књиге из области историје, као и уџбенике историје. Објављивао је и историјске фељтоне и чланке у часопису „Политикин забавник“.
Редовни је професор Факултета за правосуђе и привреду у Новом Саду за предмете Међународно јавно право и Европско право.

## Политичка каријера
Од 2022. године је члан и потпредседник покрета Србија центар (СРЦЕ).  Залаже се за увођење санкција Руској Федерацији због инвазије на Украјину.

### Остале активности
Дугогодишњи је активиста Европског покрета у Србији у ком је биран на место потпредседника, док је 2003. године примио награду Европског покрета у Србији за „Допринос године Европи“.

## Дела
- La communauté économique européenne et la Yougoslavie : commerce et cooperation dans les accords entre la communauté économique européenne et la Yougoslavie[11]
- Летопис великих жупана[12]
- Пурпур империје[13]
- Ликови и приче из српског средњег века
- Династије које су владале Европом
- Послужити своме драгом отечеству – из дипломатске историје Србије 1804-1914.
- Регионалне иницијативе у Југоисточној Европи[14]
- Речи су сенке дела[15]
- Европске интеграције између нације и глобализма[16]
- Време сјаја, време таме: дипломате у вртлогу историје од XIII века до 1941. године[17]
- Битке за Балкан[18]